# 藤石修
藤石 修（ふじいし おさむ、1954年3月25日 - ）は日本の撮影監督（カメラマン）。新潟県新潟市出身。日本大学芸術学部卒業。日本映画撮影監督協会（J.S.C.）会員。

## 経歴
父親は新潟交通のバスの運転手。父の影響で子どもの頃から写真好きで、高校で映研に入り、自主映画で8ミリ映画を撮る。日芸に進むが学費が続かず3年で中退。高校で自主映画を撮ったときにライトを借りた新潟映画社を訪ねて採用を頼んだら、東京支社を紹介してくれた。同社は社員3人、16ミリのPR映画を製作する会社であった。その後ピンク映画を1年半こなす。このとき志賀葉一や佐々木原保志らと知り合う。製作期間は一本につき4日だった。1979年に「東映で『下落合焼とりムービー』のセカンドのカメラ（フォーカスマン）をやらないか」と誘われる。さんざん失敗したが、志賀葉一から鈴木清順監督の『ツィゴイネルワイゼン』（1980年）に呼ばれ、『陽炎座』（1981年）でもセカンドのカメラを務めた。
11年間、撮影助手を務め、1988年に『聖熟女』で撮影デビュー。以降多数の有名作品の撮影を担当する。代表作に『踊る大捜査線 THE MOVIE』、『戦国自衛隊1549』などがある。

## 主な撮影作品

### 映画
- 聖熟女（1988年）
- 公園通りの猫たち（1989年）
- 七人のおたく（1992年）
- 死霊の罠2（1992年）
- 右向け左! 自衛隊へ行こう（1995年）
- 帝都物語外伝（1995年）
- 陽炎ii（1996年）
- TOKYO BEAST（1997年）
- 踊る大捜査線 THE MOVIE（1998年）
- 催眠（1999年）
- サトラレ（2000年）
- 世にも奇妙な物語 映画の特別編（2000年）
- ピンチランナー（2000年）
- スペーストラベラーズ（2000年）
- 嗤う伊右衛門（2003年）
- COSMIC RESCUE（2003年）
- 青の炎（2003年）
- 踊る大捜査線 THE MOVIE 2 レインボーブリッジを封鎖せよ!（2003年）
  - 踊る大捜査線 BAYSIDE SHAKEDOWN 2（2003年）
- 恋人はスナイパー劇場版（2004年）
- 戦国自衛隊1549（2005年）
- 手紙（2006年）
- 花田少年史 幽霊と秘密のトンネル（2006年）
- 舞妓Haaaan!!!（2007年）
- 銀色のシーズン（2008年）
- 蛇にピアス（2008年）
- ホームレス中学生（2008年）
- いけちゃんとぼく（2009年）
- ウルルの森の物語（2009年）
- ソフトボーイ（2010年）
- 岳 -ガク-（2011年）
- 幕末高校生（2014年）

### テレビ
- 恋人はスナイパー（2001年）
- バベル〜The Tower of Babel〜（BSフジ　2002年）

### その他
- LSD -ラッキースカイダイアモンド-（1990年）
- 静かなるドン4・8・9（1992年、1996年）
- 極楽金融伝（1993年）
- バカヤロー! V（1994年）
- バカヤロー! V2（1994年）
- 亡霊学級（1996年）
- マーメイドの季節「シーサイド編」・「マーメイド編」（2001年）

など。